# Alejandro Valencia Joo
Alejandro Valencia Joo (Iquique, 26 de mayo de 1919 - Copiapó, 17 de julio de 2004) fue un ingeniero y político socialista chileno.

## Datos biográficos
Hijo de Toribio Valencia y Florencia Joo. 
Contrajo matrimonio con Josefa Olivares Valencia.
Estudió en el Liceo de Copiapó y en la Universidad de Chile, donde egresó de Ingeniero civil (1946). Trabajó en diversas empresas constructoras y en el Ministerio de Obras Públicas.
Miembro del Partido Socialista.
Regidor de la Municipalidad de Iquique (1949-1953). Alcalde de Iquique (1953-1956). 
Candidato a Diputado por Arica, Iquique y Pisagua (1969), pero solo logró 233 votos y no fue elegido.
Durante la dictadura militar, fue perseguido y salió voluntariamente al exilio tras un tiempo en Villa Grimaldi. Vivió en Hamburgo y Ciudad de México, de donde regresó en 1988 para dirigir la campaña del No en Copiapó, donde se instaló a vivir sus últimos años.